# Херинген (Верра)
Херинген (нем. Heringen) — город в Германии, в земле Гессен. Подчинён административному округу Кассель. Входит в состав района Херсфельд-Ротенбург. Население составляет 7470 человек (на 31 декабря 2010 года). Занимает площадь 61,18 км². Официальный код — 06 6 32 009.
Город подразделяется на 8 городских районов.